# Uroš II de Rascia
Uroš II de Rascia fue el gran príncipe (župan) del territorio homónimo, en un período de evolución de este, que pasó de territorio vasallo de Bizancio a Estado independiente, a mediados del siglo XII. Durante el reinado de Uroš y pese a las repetidas rebeliones, Rascia se mantuvo como vasallo del imperio. Se sabe que era señor del territorio en el 1146, pero se desconoce la fecha exacta en la que obtuvo el título. Desaparece de las fuentes en el 1155, pero quizá reinó hasta el 1162.

## Reinado
Era uno de los cuatro hijos de Uroš I de Rascia.
Como vasallo que era del emperador bizantino, envió trescientos soldados a participar en la campaña del emperador Manuel contra el sultán Masud de Iconio en el 1146, que finalmente se anuló por la amenaza que había aparecido en las fronteras occidentales del imperio.
Su hermano Belos, importante figura política y militar del vecino Reino de Hungría, colaboró con él contra los bizantinos del emperador Manuel I Comneno, que invadieron Sirmia en el 1151, tras la rebelión de Uroš contra su señor en el 1149. Fue la primera vez que el señor de Rascia se alzó contra el emperador constantinopolitano, aprovechando la contienda que libraba este contra los normandos italianos. En el 1149, Manuel había arrasado Ras en el marco de la guerra que libraban dos coaliciones: los normandos del sur de Italia, coligados con el güelfo Enrique el León y Hungría, que se enfrentaban al Imperio bizantino de Manuel y a su aliado Conrado III. El emperador tomó Nikava y Galic y volvió a Constantinopla. Al año siguiente, llevó a cabo otra campaña contra Rascia, de mayor importancia. Los bizantinos vencieron a los serbios en una batalla disputada a orillas del Tara en el otoño. Uroš se sometió de nuevo al emperador y aumentó sus deberes para con él. En caso de guerra en oriente, Uroš se comprometía a enviar a su señor quinientos hombres, y dos mil si el conflicto sucedía en el oeste del imperio.
En el 1153 volvió a rebelarse, aprovechando una inminente guerra entre Bizancio y Hungría que se evitó en el último momento. Tras pactar con los húngaros en Sofía cuando ya se encaminaba hacia el Danubio, el emperador se dirigió contra los serbios, que se habían concertado con ellos; para evitar el choque con él, Uroš volvió a someterse.
A cambio de la sumisión, Manuel le ayudó luego a recobrar el trono, que le había arrebatado su hermano Desa, en el 1155. A partir de ese año desaparece de las fuentes, y no se sabe a ciencia cierta si es el mismo príncipe que, con el nombre de Primislav, aparece en ellas como señor de Rascia hasta el 1162.